# Street Fury
《Street Fury》是一部G4頻道的電視節目。由Carlton“Big C”Lewis主持，該內容主要展示了汽車和美女。《Street Fury》隨著《D級方程式》和《快車道》在週日晚上播出，同時也作為「G4星期天之夜」的一部分。《Street Fury》經常被批評過度聚焦穿著暴露的美女模特兒和對非洲裔、拉丁裔美國人的刻板印象描述。本節目由G4 Media製作，且輕度改編自TOKYOPOP的《Street Fury》。《Street Fury》為G4的「The Whip Set」類別的主要節目之一。於2006年結束。

## 外部連結
- 官方網站（页面存档备份，存于）
- 互联网电影数据库（IMDb）上《Street Fury》的资料（英文）